# Lijst van burgemeesters van Doorwerth
Dit is een lijst van burgemeesters van de voormalige Nederlandse gemeente Doorwerth tot die gemeente in 1923 opging in de gemeente Renkum.
| Ambtsperiode | Foto | Naam burgemeester                                             | Partij of stroming | Bijzonderheden                             |
| ------------ | ---- | ------------------------------------------------------------- | ------------------ | ------------------------------------------ |
| 18?? - 1839  |      | Hendrikus Pieter van der Teen                                 |                    |                                            |
| 1840 - 1848  |      | Gerrit (G.) Schut                                             |                    |                                            |
| 1848 - 1850  |      | J.G.H. van der Dussen                                         |                    |                                            |
| 1850 - 1851  |      | Johannes (J.) Backer                                          |                    | tevens burgemeester van Renkum (1817-1851) |
| 1851 - 1856  |      | mr. Justinus de Beyer                                         |                    | tevens burgemeester van Renkum (1851-1866) |
| 1856 - 1904  |      | Philippe Frédéric Antoine Jacques baron van Brakell-Doorwerth |                    |                                            |
| 1905 - 1915  |      | jhr. Ferdinand Wttewaall van Stoetwegen                       |                    |                                            |
| 1915 - 1923  |      | jhr. mr. Hendrik Richard Adriaan Laman Trip                   |                    |                                            |